# Veli-Matti Ruisma
Veli-Matti Ruisma, eller bara Matti Ruisma, född 28 september 1954 i Björneborg, är en finländsk ishockeyspelare (forward), som spelade i Luleå Hockey 1981–1985, där största framgången var när klubben gick upp i elitserien 1984. Ruisma anses efter det vara den forward som var värdefullast då.